# Caroline Herschel

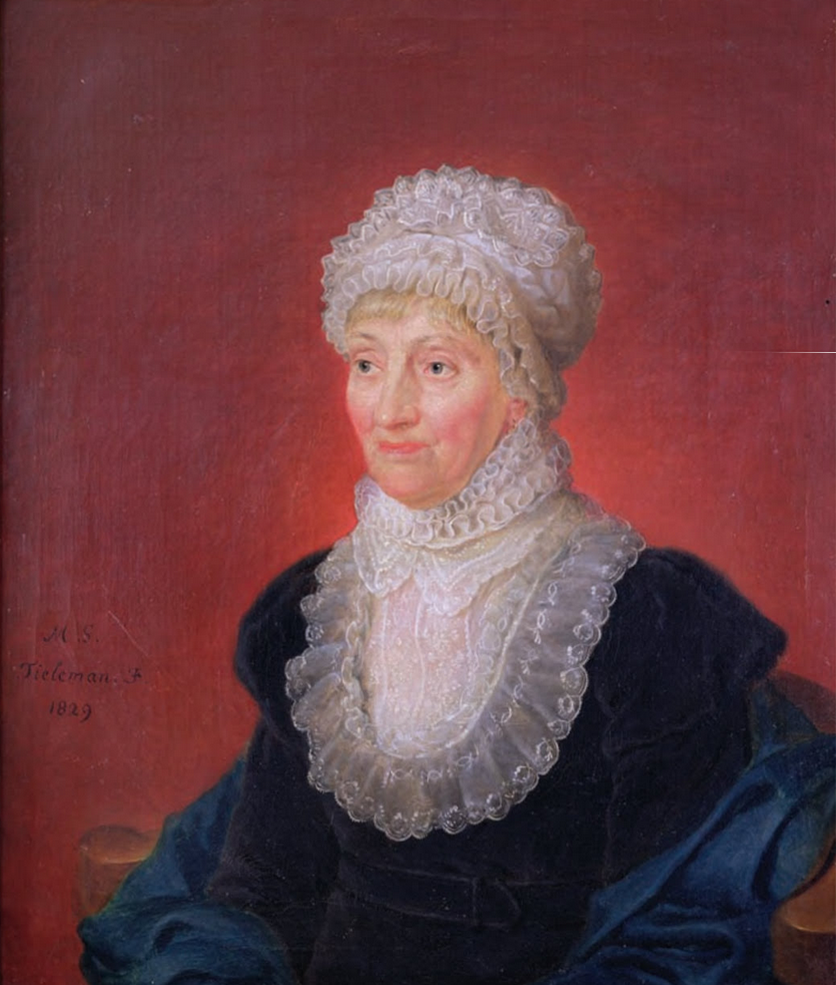
Caroline Herschel 1829, Ölgemälde von Melchior Gommar Tieleman

Caroline Lucretia Herschel oder Karoline Lucretia Herschel (* 16. März 1750 in Hannover; † 9. Januar 1848 ebenda) war eine deutsche Astronomin und Konzert-Sängerin, die sich zudem als Violinistin hervortat.
Zu Beginn ihrer wissenschaftlichen Karriere unterstützte sie ihren Bruder Wilhelm Herschel bei dessen Forschungen, zeichnete sich aber bald durch eigenständige Leistungen aus. Ihre wichtigsten Beiträge zur Astronomie waren die Entdeckung mehrerer Kometen, die Berechnung genauer astronomischer Reduktionen und der Zonenkatalog hunderter Sternhaufen und Nebel.

## Leben

### Hannover
Caroline Herschel wuchs als jüngstes Mädchen der überlebenden sechs Kinder des Militärmusikers Isaak Herschel (1707–1767) und seiner Frau Anna Ilse Herschel (1710–1789) in Hannover auf. Zwei Brüder und zwei Schwestern der ursprünglich zehn Kinder starben als Kleinkinder. Der Vater war bestrebt, seinen Kindern eine musikalische Grundausbildung zu geben. So erhielt Caroline Herschel von ihrem Vater Violinunterricht. Aber im Hause Herschel wurde nicht nur viel musiziert, sondern auch philosophiert und Astronomie betrieben. Neben Wilhelm Herschel (1738–1822) war auch ihr Bruder Alexander Herschel (1745–1821) als Musiker und Astronom tätig. Ihre älteste Schwester Sophia Elisabeth Herschel (1733–1803) heiratete den Geiger Joachim Heinrich Griesbach (1730–1773), als Caroline 5 Jahre alt war. Neben William und Johann Alexander Herschel hatte Caroline zwei weitere Brüder: Heinrich Anton Jacob Herschel (1734–1792) und Johann Dietrich (1755–1827), die auch Musiker waren.
Caroline schrieb in ihren Erinnerungen:

„Mein Vater war ein großer Bewunderer der Astronomie und besaß einige Kenntnisse in der Wissenschaft. Ich erinnere mich, daß er mich in einer kalten Nacht auf die Straße führte, um mich mit einigen unserer schönsten Sternbilder bekannt zu machen, nachdem wir vorher einen Kometen, der eben sichtbar war, beobachtet hatten.“

Täglich besuchte sie zusammen mit ihren Brüdern einige Stunden die Garnisonsschule, so dass sie das Lesen und Schreiben erlernen konnte, was damals für ein Mädchen aus dem Bürgertum keine Selbstverständlichkeit war. Viele Stunden des Tages verbrachte sie jedoch gegen ihren Willen mit Stricken, Sticken und allerlei Haushaltstätigkeiten. Die Mutter meinte, dass sie ein „roher Klotz sein und bleiben sollte, allerdings aber ein nützlicher“. Der Gedanke, dass sie – nach dem Willen ihrer Mutter – zur Weißnäherin ausgebildet werden sollte und ihr, wie ihrer großen Schwester Sophie, eine Zukunft als bloße Haushaltskraft bevorstünde, war ihr unerträglich. Sie wollte ein Leben führen, das auch geistige Anforderungen an sie stellte. Dieser Wunsch wurde von ihrem Vater unterstützt, der für sie wie für ihre vier Brüder eine musikalische Ausbildung vorsah, in ihrem Fall zur Konzertsängerin.

### England

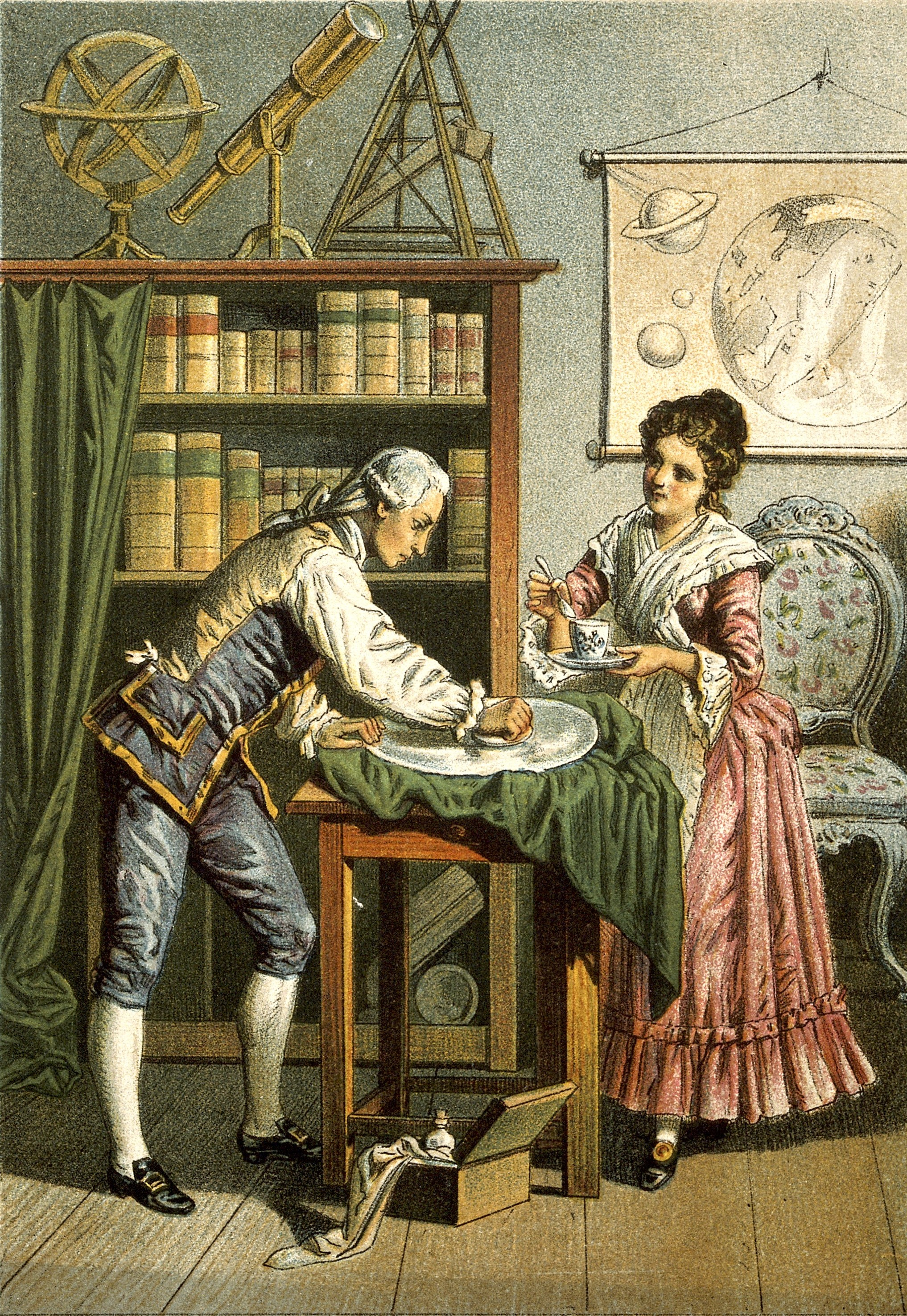
Wilhelm und Caroline Herschel beim Polieren eines Teleskopspiegels

1772 folgte sie als 22-Jährige ihrem zwölf Jahre älteren Bruder Friedrich Wilhelm Herschel nach England, der dort seit 1766 als Organist, Musiklehrer und Konzertleiter im vornehmen Badeort Bath tätig war. Caroline Herschel setzte die Ausbildung zur Sängerin bei ihrem Bruder fort und trat bei den von ihm aufgeführten Oratorien auf, erreichte dadurch einen gewissen Ruf und übernahm Leitungsfunktionen im Chor. Ein Engagement beim Birmingham Triennial Music Festival lehnte sie aber ab, da sie nur unter der Leitung ihres Bruders auftreten wollte.
Als Wilhelm Herschel sich dazu entschied, seine musikalische Laufbahn aufzugeben und sich seiner eigentlichen Berufung der Astronomie zu widmen, kam dies auch Caroline entgegen. Er lehrte sie Grundkenntnisse in der Arithmetik und Geometrie, wodurch sie sich naturwissenschaftlich fortbilden konnte. Das Geschwisterpaar, das mit dem Bruder Alexander zusammenlebte, entwickelte sich zu einem erfolgreichen Arbeitsteam. Wilhelm begann mit dem Bau von Spiegelteleskopen, die er stetig verbesserte. Hierbei half ihm Caroline, ihre Hauptaufgabe bestand darin, die Spiegel zu polieren und zu schleifen – bei dieser Tätigkeit kam es auf absolute Genauigkeit an. Neben den praktischen Tätigkeiten befasste sie sich mit astronomischer Theorie. Sie erlernte die algebraischen Formeln für Berechnungen und Reduktionen als Grundlage für das Beobachten und Durchmustern des Himmels.

### Wende durch Uranus-Entdeckung

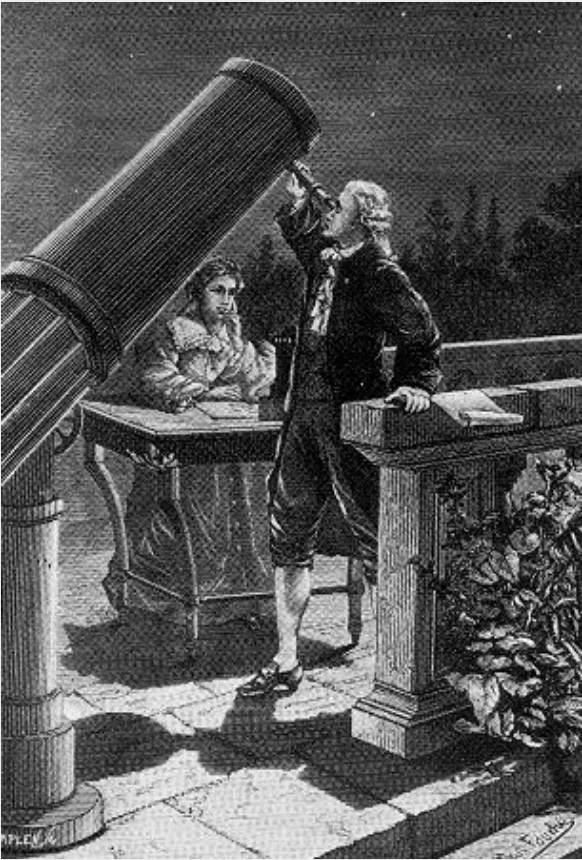
Caroline und Wilhelm Herschel am Tag der Entdeckung des Planeten Uranus

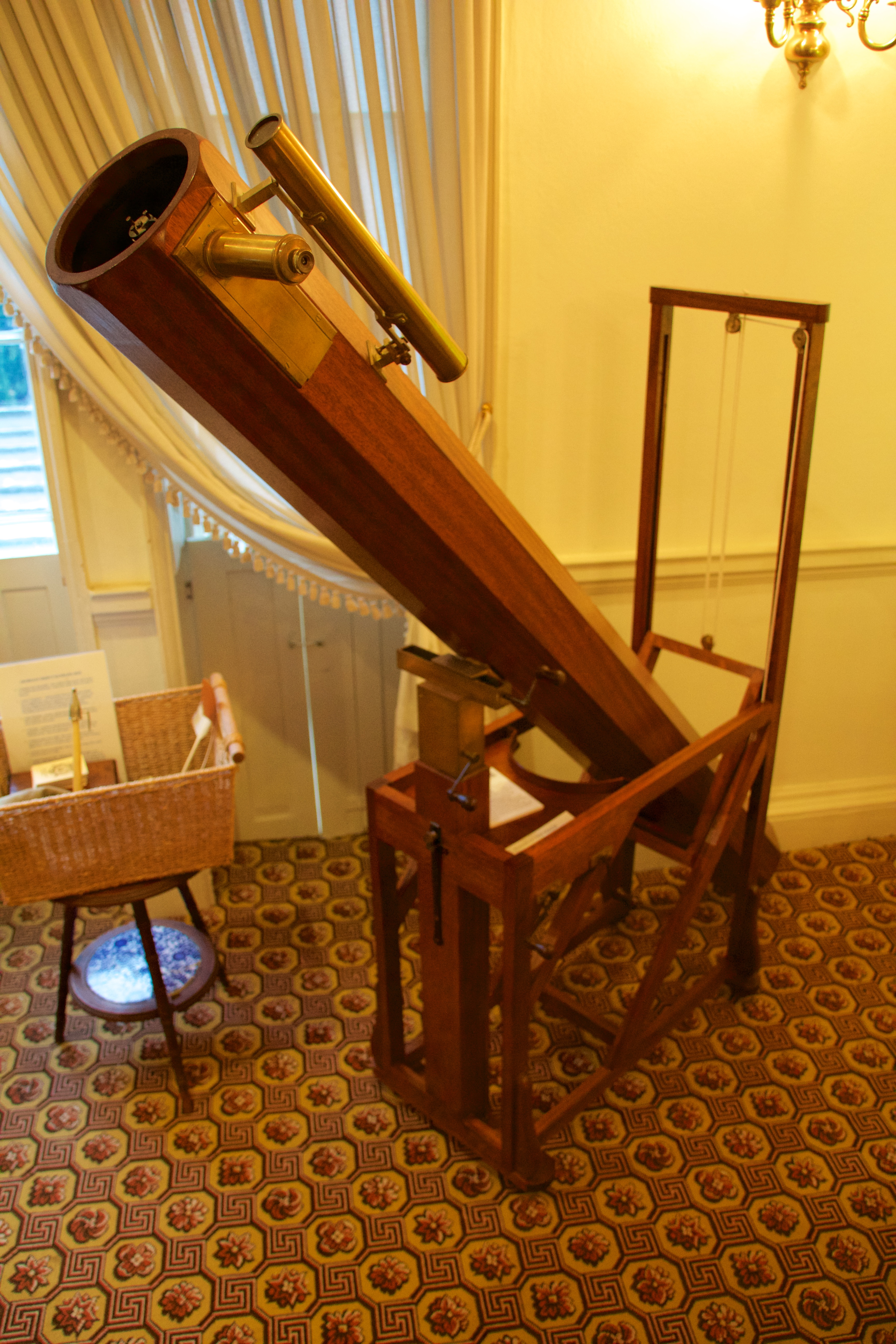
Herschel Museum of Astronomy, Bath: Replik des Teleskops, mit dem Wilhelm Herschel den Planeten Uranus entdeckte

Im Jahr 1781 entdeckte ihr Bruder Wilhelm bei einer Himmelsdurchmusterung eher zufällig den Planeten Uranus, was ihn über die Landesgrenzen hinaus bekannt machte. Zu Ehren des englischen Königs Georg III. benannte er den Planeten „Georgsgestirn“, erst 1850 wurde er, nach der Entdeckung des Neptuns, in Uranus umbenannt. Seine Entdeckung war aus zwei Gründen sensationell: Zum einen war mit diesem achten beweglichen Himmelskörper (neben Sonne, Mond und den fünf von der Erde aus mit freiem Auge sichtbaren Planeten) die heilige Zahl Sieben obsolet, sie galt seit der Antike als ein Beleg für die göttliche Ordnung des Universums. Zum anderen bewies Wilhelm Herschel mit seiner Berechnung, dass die Entfernung seines neu entdeckten Planeten zur Sonne um ein Vielfaches größer war als die Entfernung des Saturns zur Sonne, womit die Ausmaße des Himmelssystems als noch größer angenommen werden mussten, als bislang bekannt. Wilhelm Herschel wurde eine große Anerkennung zuteil, neben zahlreichen Ehrungen erhielt er das Angebot, das er auch annahm, Hofastronom von König Georg III. zu werden, für ein jährliches Gehalt von 200 Pfund. Mit dieser finanziellen Absicherung konnte er sich ausschließlich der Astronomie widmen.
Für Caroline bedeutete die Entdeckung des Uranus eine erneute Wende in ihrem Leben. Sie stand vor der Wahl, als Sängerin in Bath ihre erfolgreiche Karriere fortzusetzen oder ihrem Bruder als wissenschaftliche Assistentin zu folgen. Sie entschied sich für Letzteres und bekam ab 1787 vom Hof eine Anstellung auf Lebenszeit als Gehilfin ihres Bruders mit einem Gehalt von 50 Pfund im Jahr. Somit war sie in England die erste Frau, die für ihre astronomischen Arbeiten ein Gehalt bezog. Nun begann Caroline mit der eigenen Erforschung des Sternenhimmels. Sie widmete sich mit einem kleinen Newton-Teleskop der Kometensuche. Dabei entdeckte sie 1783 drei bemerkenswerte Nebel und zwischen 1786 und 1797 acht Kometen, fünf davon mit unzweifelhafter Priorität, darunter den Enckeschen Kometen. 1797 legte sie der Royal Society einen Index zu John Flamsteeds Beobachtungen vor, zusammen mit einem Katalog von 561 Sternen, welche in dessen British Catalogue fehlen, sowie zusätzlich eine Liste von Fehlern in dieser Publikation.
Ihre Biografin Julie Schröder erzählt weiter:

„Nächtelang blieb sie mit ihrem Bruder auf Beobachtungsposten, notierte die Sternpositionen, die er ihr vom anderen Ende des von ihnen selbst gebauten riesigen Fernrohrs zurief, wertete die nächtlichen Aufzeichnungen aus und rechnete sie nach, schrieb Abhandlungen für die Philosophical Transactions, entdeckte vierzehn Nebel, berechnete Hunderte von ihnen und begann einen Katalog für Sternhaufen und Nebelflecke, die heute Deep-Sky-Objekte genannt werden, anzufertigen. Des Weiteren verfasste sie einen Ergänzungskatalog zu Flamsteeds Atlas, der 561 Sterne umfasste, sowie ein Gesamtregister dazu.“

Für diese Arbeit wurde Caroline allerhöchste Anerkennung zuteil, unter anderem von Carl Friedrich Gauß und Johann Franz Encke. Trotzdem blieb sie bescheiden, ihre Biographin Renate Feyl bemerkt dazu:

„Bis an das Ende ihres Lebens versucht sie jeglichen Hinweis auf eine eigene Leistung lediglich als das Verdienst ihres berühmten Bruders herauszustellen. […] Sie wagt zu wissen, will aber dieses Wagnis nicht öffentlich eingestehen. Fortgesetzt betont sie, wie nichtsnutzig, wie unfähig, wie untauglich sie sei. Dies ist ihre lebenslängliche Demutsgeste und Entschuldigung dafür, dass sie sich erkühnt, leise, aber nachhaltig gegen die Gewalt von Gewohnheiten anzugehen und sich auf ihre Weise zu nehmen, was einem menschlichen Wesen zusteht: das Recht auf Erkenntnis.“

1822 starb ihr Bruder Wilhelm. Wenige Wochen nach seinem Tod zog Caroline Herschel 72-jährig wieder in ihre Heimatstadt Hannover, die sie fast fünfzig Jahre zuvor als junge Frau verlassen hatte.

### Zurück in Hannover

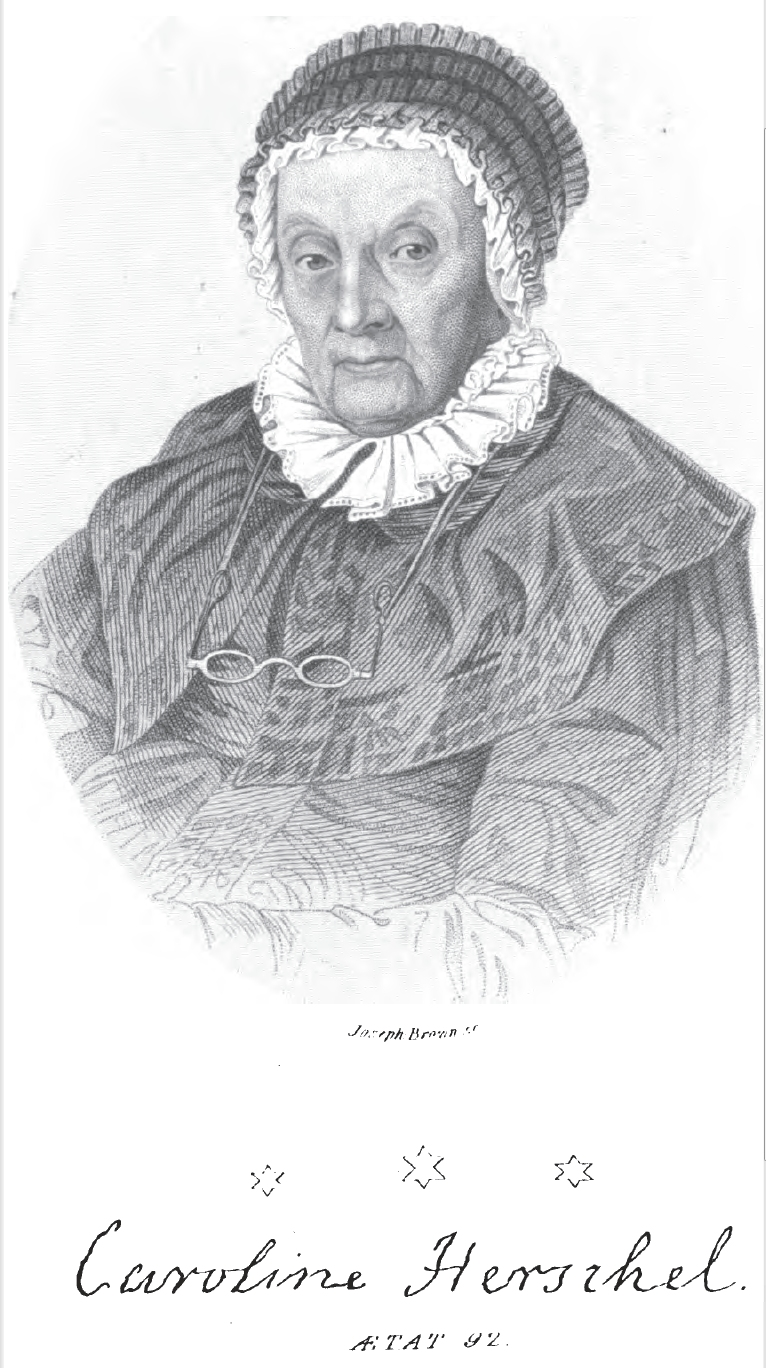
Herschel im Alter von 92 Jahren;
Kupferstich von Joseph Brown, um 1843

Nach ihrer Rückkehr nach Hannover wohnte sie zeitweilig bei dem Prediger David Johann Jakob Luthmer. In ihrer Heimatstadt setzte ihre astronomischen Studien fort. Sie ordnete das umfangreiche Material, das ihr Bruder hinterlassen hatte, indem sie die Aufzeichnungen der gemeinsam gemachten Beobachtungen nach Zenitdistanz und Rektaszension sortierte. Auf diese Weise ermöglichte sie auch ihrem Neffen John Herschel, die Arbeit seines Vaters systematisch fortzusetzen und auf den südlichen Sternhimmel auszudehnen. Außerdem arbeitete sie in ihren späten Jahren an ihren Memoiren.

### Späte Jahre und Auszeichnungen

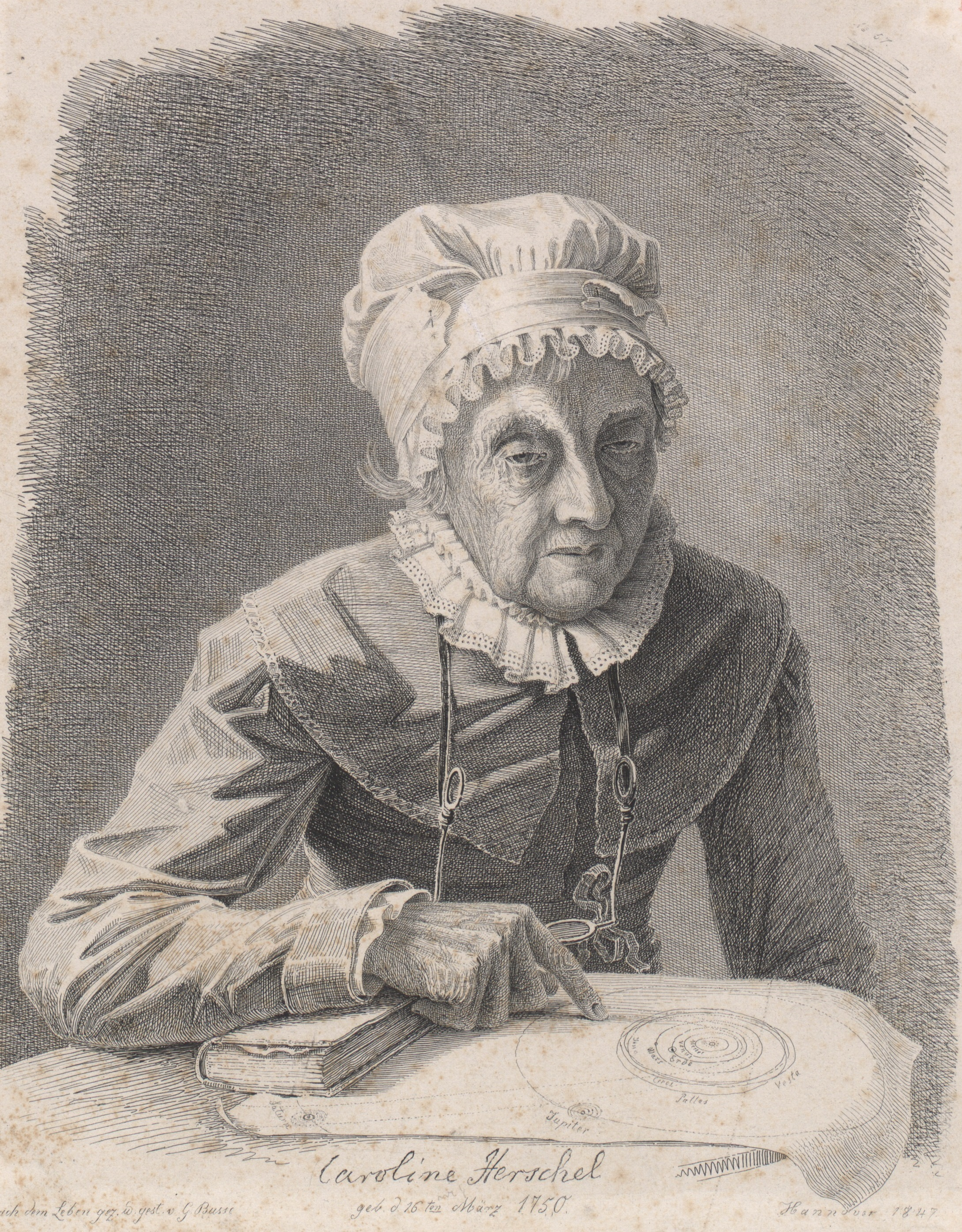
Herschel 1847 über eine Karte des Sonnensystems gebeugt
„nach dem Leben“ gezeichnet und gestochen von G. Busse in Hannover;
Bildarchiv der ETH-Bibliothek Zürich

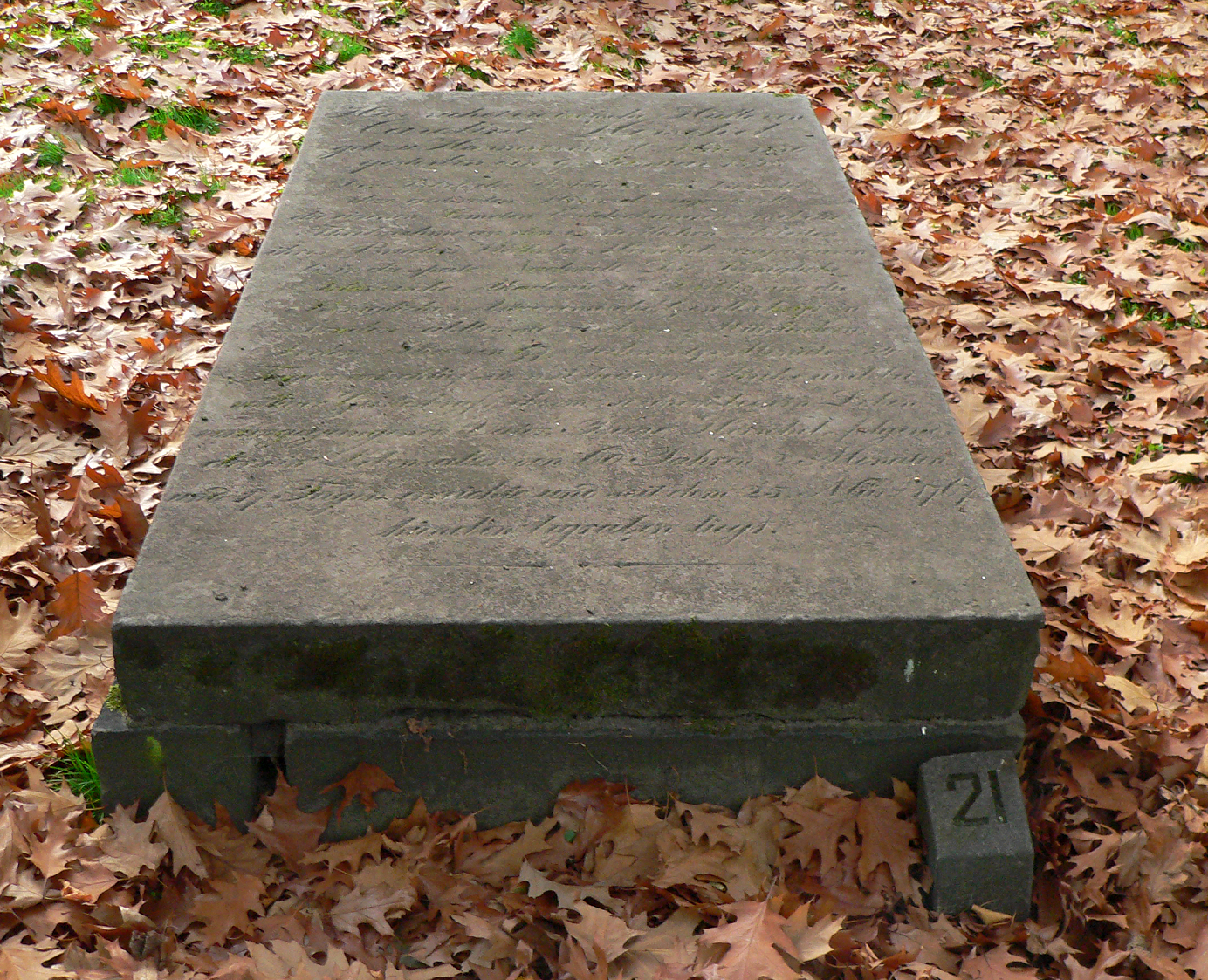
Grabplatte auf dem Gartenfriedhof in Hannover

Bedeutende Gelehrte suchten sie in ihrem einfachen Haus in der Marktstraße in Hannover auf, um sie ihrer Gunst und Wertschätzung zu versichern. Sie hatte auch Kontakt zum königlichen Hof. Ihr wurden zahlreiche Auszeichnungen verliehen, darunter 1828 die Goldmedaille der Royal Astronomical Society, zu deren Ehrenmitglied sie 1835 ernannt wurde. Sie war die erste Frau, der Anerkennungen dieser Art zuteilwurden. Anlass dazu war ihr sogenannter Zonenkatalog, den sie zum Andenken an ihren Bruder erstellt hatte. Er enthielt die reduzierten Beobachtungen sämtlicher von Wilhelm Herschel entdeckten Nebel und Sternhaufen. 1838 ernannte die Königliche Irische Akademie der Wissenschaften in Dublin die 88-jährige Caroline Herschel zu ihrem Mitglied. 1846 erhielt sie im Alter von 96 Jahren im Auftrag des Königs von Preußen die goldene Medaille der Preußischen Akademie der Wissenschaften.
An ihrem 97. Geburtstag wurde sie vom Kronprinzenpaar empfangen, unterhielt sich einige Stunden lebhaft mit ihnen und sang ihnen abschließend ein Lied vor, das ihr Bruder siebzig Jahre zuvor komponiert hatte.
Caroline Herschel lebte bis in ihr Todesjahr im Haus Braunschweiger Straße (Braunschweigerstraße) 3, das sie mit dem Ober-Finanzrat Wilhelm Ubbelohde teilte. Sie starb am 9. Januar 1848 im Alter von 97 Jahren und wurde auf dem Gartenfriedhof in Hannover beerdigt, wo sich ihr Grab auch heute noch befindet.

## Ehrungen

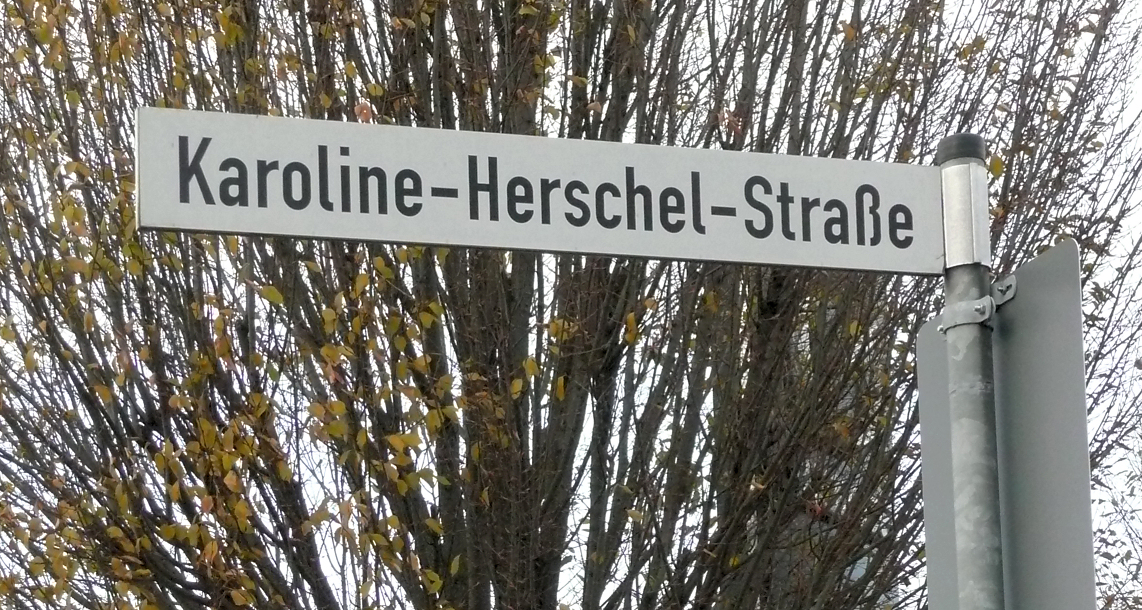
Karoline-Herschel-Straße in Hemmingen

Der Komet 35P/Herschel-Rigollet wurde nach Caroline Herschel benannt, ebenso der Mondkrater C. Herschel im Sinus Iridum (Regenbogenbucht) und der Planetoid (281) Lucretia.
In Bonn, Braunschweig, Bremen, Darmstadt, Hemmingen und Altwarmbüchen bei Hannover, Lübeck, München, Bad Oldesloe, Ottobrunn, Peine, Wennigsen und Würzburg sind Straßen, in Berlin-Friedrichshain ist der Caroline-Herschel-Platz nach ihr benannt.
Der Verein, der die Volkssternwarte Hannover betreibt, ist nach Caroline Herschel und ihrem Bruder Wilhelm Herschel benannt. Ebenso ist das Gymnasium Herschelschule in Hannover nach dem Geschwisterpaar benannt.
Auch in die bildende Kunst des 20. Jahrhunderts fand sie Eingang. Die feministische Künstlerin Judy Chicago widmete ihr in ihrer Arbeit The Dinner Party eines der 39 Gedecke am Tisch. 1974 wurde bei der Aufstellung der Nanas in Hannover eine Nana als Caroline benannt.
Ein Programm der Gottfried Wilhelm Leibniz Universität Hannover zur Förderung des weiblichen wissenschaftlichen Nachwuchses wurde nach Caroline Herschel benannt. Ebenso gibt es an der Ruhr-Universität Bochum ein Caroline-Herschel-Gastprofessorinnen-Programm.
Google veröffentlichte anlässlich ihres 266. Geburtstages am 16. März 2016 ein Google Doodle.
Sir John Franklin benannte eine Insel („Herschel Island“) in der Nordwestpassage nach den Geschwistern Herschel.
Im Juli 2021 gab die Regierung des Vereinigten Königreichs anlässlich eines Staatsbesuchs der deutschen Bundeskanzlerin Angela Merkel bekannt, einen mit 12.600 Euro dotierten, jährlich an eine deutsche oder britische Astronomin zu verleihenden Caroline-Herschel-Preis zu stiften.

## Herschel-Museum in Bath

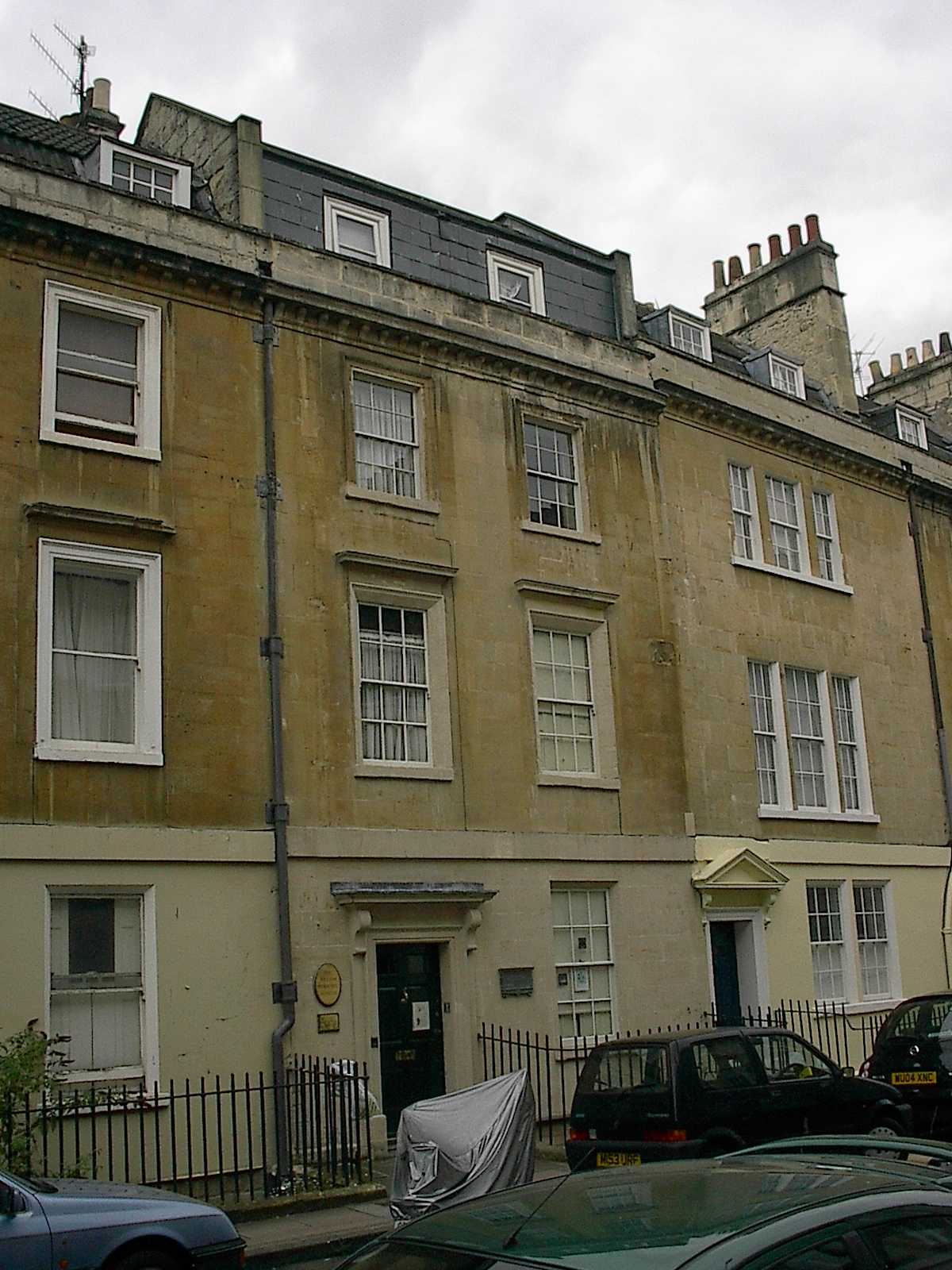
Herschel Museum of Astronomy in Bath

Seit 1981 existiert das Herschel Museum of Astronomy in Bath in einem ehemaligen Wohnhaus der Geschwister Caroline und Wilhelm Herschel in der New King Street 19. Hier entdeckte Wilhelm Herschel den Planeten Uranus. Caroline Herschel lebte von 1777 bis 1784 in diesem Haus. Die Ausstellung zeigt neben rekonstruierten Wohnräumen auch astronomische Objekte wie Teleskope oder Herschels Poliermaschine für die Spiegel (Nachbau), auch ein Musikzimmer mit historischen Musikinstrumenten ist Bestandteil der Ausstellung.

## Werke
- Carolina Herschel: Catalogue of stars taken from Mr. Flamsteed’s observations contained in the second volume of the Historia cœlestis, and not inserted in the British catalogue. With an index, to Point out Every Observation in that Volume Belonging to the Stars of the British Catalogue. To which is added, a collection of errata that should be noticed in the same volume. By Carolina Herschel. With introductory and explanatory remarks to each of them. By William Herschel, Lld. F. R. S. Published by Order, and at the Expence, of the Royal Society. Peter Elmsly, Printer to the Royal Society, London 1798.

- Caroline Herschel: Memoiren und Briefwechsel. Herausgegeben von Frau John Herschel. Berlin 1877. (Reprint: Hildesheim 2013, ISBN 978-3-487-15010-9).
- Mrs. John Herschel (Hrsg.): Memoir and correspondence of Caroline Herschel. Verlag John Murray, London 1876 (archive.org).
- Michael Hoskin (Hrsg.): Caroline Herschel’s autobiographies. Science History Publications, Cambridge 2003, ISBN 0-905193-06-7.

## Literatur

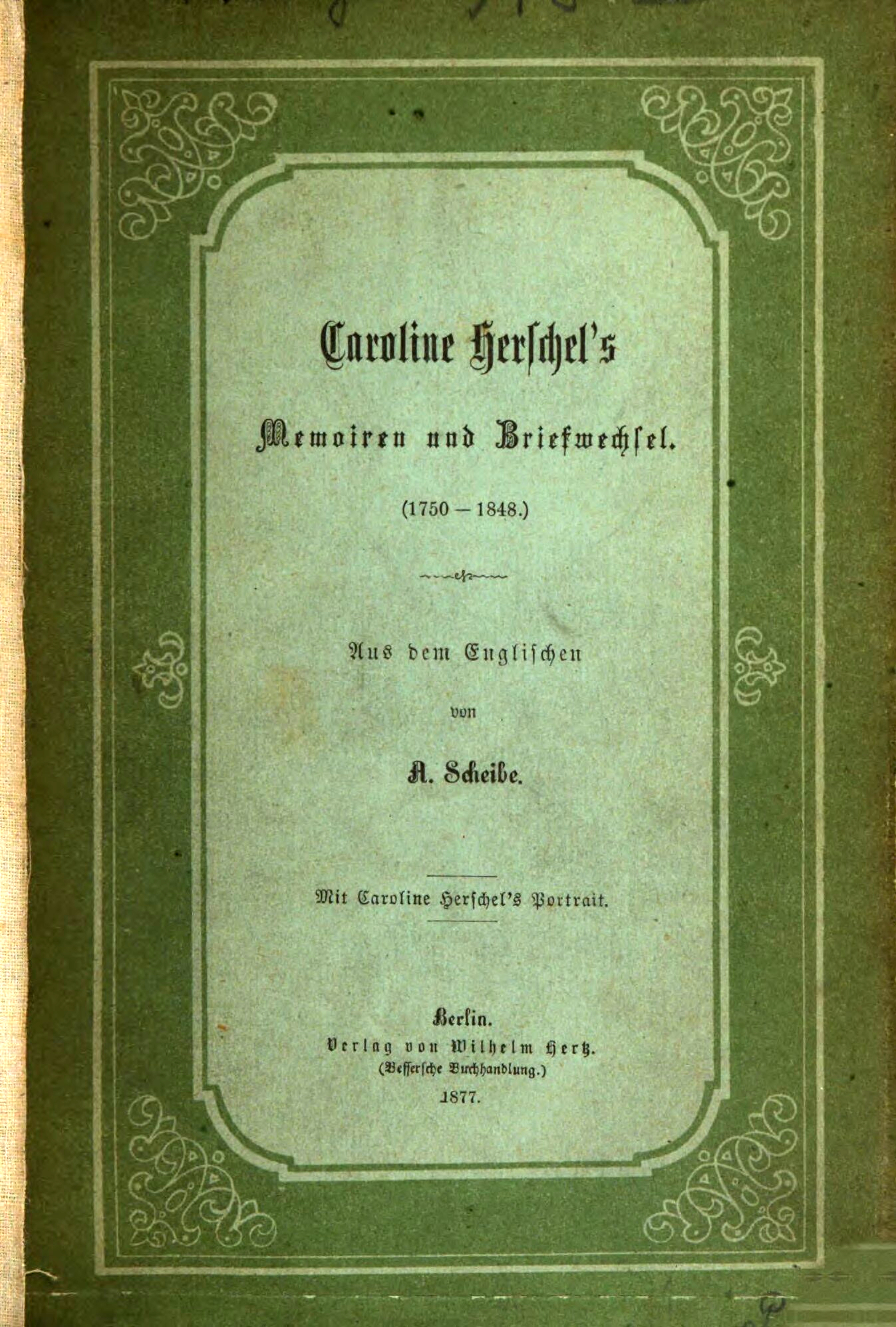
Buchdeckel der von Auguste Scheibe übersetzten, 1877 bei Wilhelm Hertz erschienenen Memoiren und Briefwechsel